# ایر (فیلم ۲۰۲۳)
ایر (انگلیسی: Air) فیلم درام ورزشی زندگی‌نامه‌ای آمریکایی محصول ۲۰۲۳ به تهیه‌کنندگی و کارگردانی بن افلک و نویسندگی الکس کانوری است. این فیلم بر اساس رخدادهای واقعی سرآغاز خط تولید کفش ایر جردن ساخته شد که در آن یکی کارکنان نایکی به‌دنبال معاملهٔ تجاری با بازیکن تازه‌کار، مایکل جردن است. در این فیلم مت دیمون، بن افلک، جیسون بیتمن، مارلون وینز، کریس مسینا، کریس تاکر و وایولا دیویس به ایفای نقش پرداخته‌اند.
ساخت این پروژه در آوریل ۲۰۲۲ اعلام شد. مراحل تصویربرداری اصلی بین ژوئن و ژوئیهٔ ۲۰۲۲ با حضور افلک و همکاران مکرر خود، یعنی فیلم‌بردار رابرت ریچاردسون و تدوین‌گر ویلیام گلدنبرگ صورت گرفت. درحالی‌که مایکل جردن در ساخت فیلم دخیل نبود، او با افلک ملاقات کرد و پیشنهادهایی شامل انتخاب دیویس در نقش مادرش ارائه کرد. این فیلم ابتدا قرار بود در سرویس استریم آمازون پرایم ویدئو اکران شود؛ توزیع‌کننده، آمازون استودیوز، تصمیم گرفت پس از اکران‌های آزمایشی برای سنجش مخاطب، ابتدا فیلم را در سینما اکران کند. این نخستین عنوان آمازون از زمان آخر شب (۲۰۱۹) است که در سینماها بدون نمایش در پرایم ویدئو اکران می‌شود.
ایر در ۱۸ مارس ۲۰۲۳ در جنوب از جنوب غربی به نمایش درآمد و در ۵ آوریل به‌وسیلهٔ آمازون استودیوز در ایالات متحده اکران شد. این فیلم نقدهای عموماً مثبتی از طرف منتقدان دریافت کرد که اساساً بابت کارگردانی افلک، فیلم‌نامهٔ کانوری و نقش‌آفرینی بازیگران بود و همچنین ۹۰ میلیون دلار در سراسر جهان فروش داشت.

## زمینه داستانی
سانی واکارو، فروشندهٔ کفش در نایکی، تلاش می‌کند تا با مایکل جردن قراردادی را برای پوشیدن کفش‌های آن‌ها امضا کند.

## بازیگران
- مت دیمون در نقش سانی واکارو
- بن افلک در نقش فیل نایت
- جیسون بیتمن در نقش راب استراسر
- کریس مسینا در نقش دیوید فالک
- مارلون وینز در نقش جورج راولینگ
- کریس تاکر در نقش هاوارد وایت
- وایولا دیویس در نقش دلوریس جردن
- متیو ماهر در نقش پیتر مور
- تام پاپا در نقش استو اینمن
- جولیوس تنن در نقش جیمز آر جردن پدر
- جوئل گرچ در نقش جان اونیل
- گوستاو اسکاشگورد در نقش هورست داسلر
- باربارا سکووا در نقش کتی داسلر
- جسیکا گرین در نقش کاترینا ساینز
- دن بوکاتینسکی در نقش ریچارد

## تولید
فیلم‌نامهٔ ایر به‌دست الکس کانوری در سال ۲۰۲۱ نوشته شد و در فهرست سیاه آن سال تحت عنوان ایر جردن قرار گرفت. در آوریل ۲۰۲۲ گزارش شد که فیلم‌نامهٔ مذکور در آمازون استودیوز انتخاب شد و بن افلک و مت دیمون برای بازی در این فیلم با هم همکاری کردند و افلک نیز آن را کارگردانی خواهد کرد.
فیلم‌برداری در ۶ ژوئن ۲۰۲۲ در لس آنجلس آغاز شد و جیسون بیتمن، وایولا دیویس، کریس تاکر، مارلون وینز و کریس مسینا در میان چندین بازیگر دیگر به فیلم محلق شدند. رابرت ریچاردسون به‌عنوان فیلم‌بردار، از دوربین آری الکسا ۳۵ برای فیلمبرداری استفاده کرد. مراحل فیلم‌برداری در ژوئیه ۲۰۲۲ به پایان رسید. در همان ماه جوئل گرچ، گوستاو اسکاشگورد و جسیکا گرین به‌عنوان یکی از بازیگران معرفی شدند. اما شخصیت مایکل جردن در این فیلم به تصویر کشیده نشده‌است.

## انتشار
ایر در ۱۸ مارس ۲۰۲۳ در جنوب از جنوب غربی به نمایش درآمد و در ۵ آوریل ۲۰۲۳ به‌صورت گسترده در سینماهای ایالات متحده اکران شد. این فیلم در ۱۲ مهٔ ۲۰۲۳ از طریق سرویس پخش اینترنتی آمازون پرایم ویدئو منتشر شد. این نخستین اکرانی است که آمازون پس از آخر شب (۲۰۱۹) کرده‌است. برادران وارنر پیکچرز اکران بین‌المللی فیلم در سینما را از طریق قرارداد توزیع آن با مترو گلدوین مایر متعلق به آمازون بر عهده دارد. آمازون همچنین قبل از نمایش پرایم ویدیو در سطح جهانی، نسبت به اکران‌های سینمایی محدود قبلی‌اش، فرصت بیشتری را برای اکران به فیلم می‌دهد.
آمازون ۴۰ تا ۵۰ میلیون دلار برای تبلیغ این فیلم هزینه کرد. ۷ میلیون دلار آن مربوط به هزینهٔ تبلیغی بود که در جریان سوپر بول ۵۷ پخش شد.